# Vesícula de Poli
La vesícula de Poli es una estructura presente en la mayoría de los asteroideos y holoturoideos, que vierte al canal anular, y cuya función principal es la regulación de la presión interna del sistema acuífero del animal, gracias a que esta vesícula se encuentra llena de líquido.